# 西北聯盟
西北聯盟（Northwestern Confederacy），或稱西北印第安聯盟（Northwestern Indian Confederacy）、五大湖聯盟（Great Lakes Confederacy），是美國獨立戰爭後在美國五大湖地區建立的一個鬆散的美洲原住民聯盟。該聯盟在其聯盟委員會（Confederate Council）上正式自稱爲印第安部族聯合（United Indian Nations）。因許多同時代的美國聯邦政府官員高估了邁阿密族部落的影響力和人數，它在少數情況下被稱作邁阿密聯盟（Miami Confederacy）。
該聯盟起源於1840年代的泛部落運動，在1783年《巴黎條約》中英國將西北領地割讓給美國後，爲了抵制美國的擴張和美國移民對該地區的侵占而形成。美國的擴張導致了西北印第安戰爭，在這場戰爭中，聯盟贏得了對美國的重大勝利，但聯盟最終因美國在伐木之戰取勝而宣告終結。聯盟變得四分五裂，並同意與美國和平共處，但泛部落的抵抗後來由鄧斯克瓦塔瓦和其兄長特庫姆塞重新點燃。

### 引用
1. ↑  Congress of the Confederation. . File Unit: Letters from Major General Henry Knox, Secretary at War, 4/1785 - 7/1788. 1786-12-18  [2022-06-16]. （原始内容存档于2021-12-18）.

### 來源
- Allen, Robert S. . Toronto: Dundurn. 1992. ISBN 1-55002-184-2.